# Мирко Пузовић
Мирко Пузовић (Аранђеловац, 24. април 1956) је бивши југословенски боксерски репрезентативац. Био је члан Боксерског клуба Раднички из Крагујевца. Такмичио се у полувелтер категорији (до 63,5 кг).
У својој дугој боксерској каријери постигао је много победа на међународном нивоу. Тако је поред троструке титуле првака Југославије, био и троструки првак Балкана (1981. Пула, 1982. Бурса и 1985. Софија), трећи на Медитеранским играма (1983. Казабланка) два пута је другопласирани на Европским првенствима у аматерском боксу (1981. Тампере, 1983. Варна и трећи 1985 у Будимпешти. На светским првенствима у аматерском боксу два пута је био трећепласирани (1982. Минхен, 1986. Рино).
Највећи успех у каријери било је освајање бронзане медаље на Летњим олимпијским играма 1984. у Лос Анђелесу, када је после три победе (Дени Ламбер Канада, Стивен Ларимор Бахаме и Жан Мберек Камерун) у полуфиналу изгубио од каснијег освајача златне медаље Американца Џерија Пејџа.